# Toksovo
Toksovo è una cittadina della Russia europea nordoccidentale, situata nella oblast' di Leningrado (rajon Vsevoložskij).
Si trova nella parte centrale della oblast', circa 20 km a nord della città di San Pietroburgo; nel suo territorio sorge la stazione sciistica di Kavgolovo.